# Exerion
Exerion (エクセリオン Ekuserion?), es un videojuego de Matamarcianos desarrollado y publicado por Jaleco. Fue lanzado para las máquinas recreativas en febrero de 1983 y licenciado por Taito por manufactura y distribución del juego en América del Norte. El jugador controla una nave espacial y debe disparar a los enemigos en la pantalla mientras evita los proyectiles. El juego utiliza un fondo de desplazamiento pseudo-3D, lo que da una sensación de profundidad, y la nave del jugador tiene una sensación de inercia mientras se controla con el joystick.
Exerion fue portado para MSX, SG-1000, NES y Teléfonos Móviles. Dos secuelas fueron lanzadas.
- Datos: Q5420074